# Fredrikstad
Fredrikstad est une ville portuaire de Norvège se situant à l'embouchure du plus grand fleuve norvégien, la Glomma. C'est une municipalité du Comté d'Østfold .

## Description
C'est en nombre d'habitants la troisième ville de l'Østlandet et la septième Kommune de Norvège. Fredrikstad est souvent caractérisée comme la première ville de style Renaissance de Norvège, avec des quartiers délimités par des rues disposées selon un schéma régulier. Elle borde Råde au nord, Sarpsborg à l'est et Hvaler au sud.

## Localités
- Alshus
- Begby
- Borge
- Engelsviken
- Glemmen
- Glosli
- Gressvik
- Lervik
- Lisleby
- Nabbetorp
- Onsøy
- Øyenkilen
- Rolvsøy
- Rostadneset
- Sellebakk
- Slevik
- Torp
- Tornes
- Veum
- Årum

## Îles
- Hankø
- Kjøkøy
- Kråkerøy
- Rauer
- Rolvsøy
- Store Råholmen

## Réserves naturelles
- Réserve naturelle de Rauer
- Réserve naturelle d'Øra
- Réserve naturelle de Mærrapanna
- Réserve naturelle de Skinnerflo
- Réserve naturelle de l'archipel de Kråkerøy

## Personnalités liées à la ville
- Hans Frisak (1773-1834), mathématicien et cartographe islandais.
- Berit Ås (1926-2024), femme politique et psychologue norvégienne.
- Bernt Øksendal (1945-), mathématicien norvégien.
- Leif Jenssen (1948-), haltérophile, champion olympique.
- Magnus Grønneberg (1967-), chanteur du groupe norvégien de rock CC Cowboys.

## Jumelages
| Ville | Ville     | Pays | Pays     | Période     |
| ----- | --------- | ---- | -------- | ----------- |
|       | Aalborg   |      | Danemark | depuis 1951 |
|       | Húsavík   |      | Islande  |             |
|       | Karlskoga |      | Suède    |             |
|       | Kotka,    |      | Finlande | depuis 1950 |
|       | Zhuzhou   |      | Chine    |             |

## Galerie

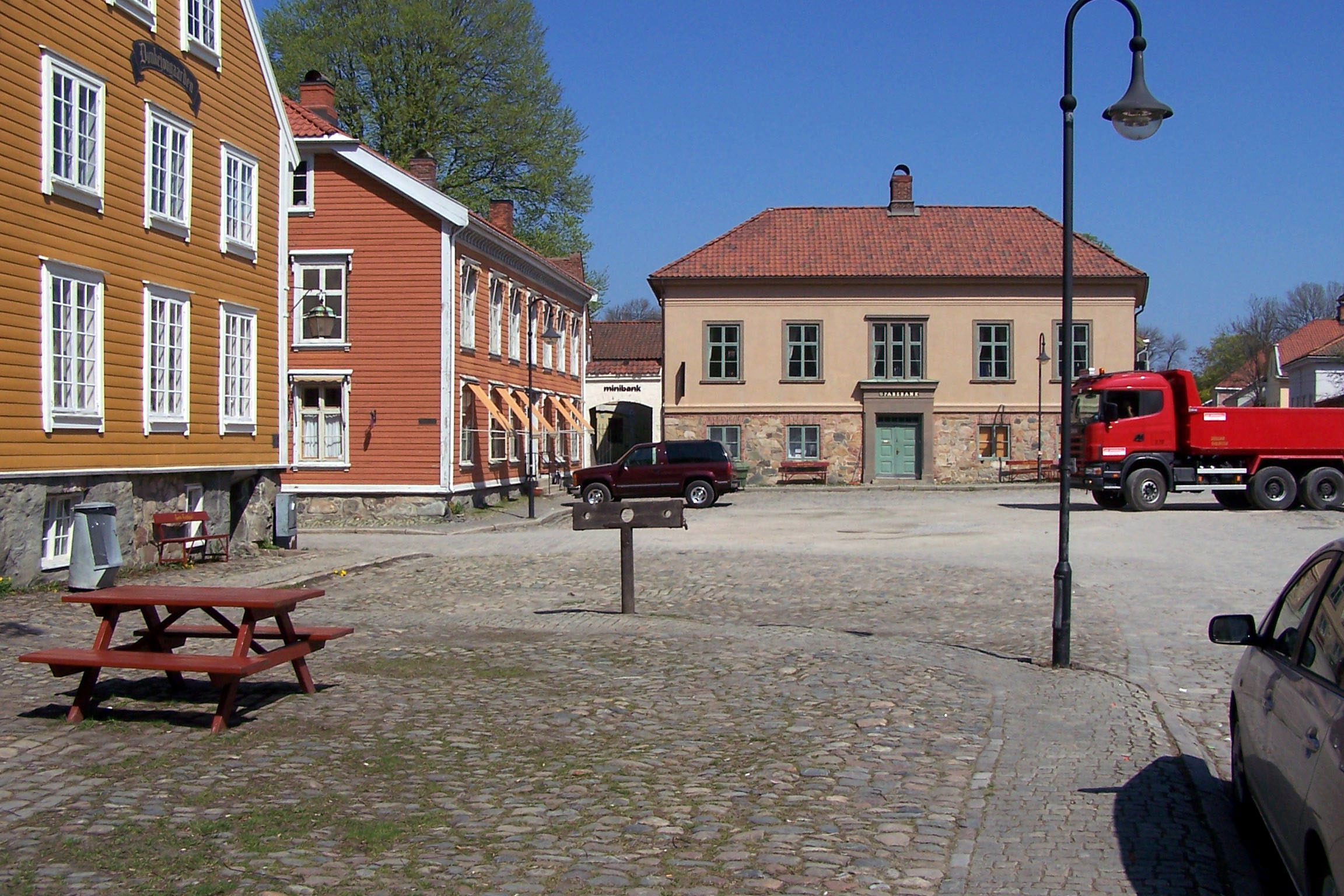
Fredrikstad, la vieille place du marché
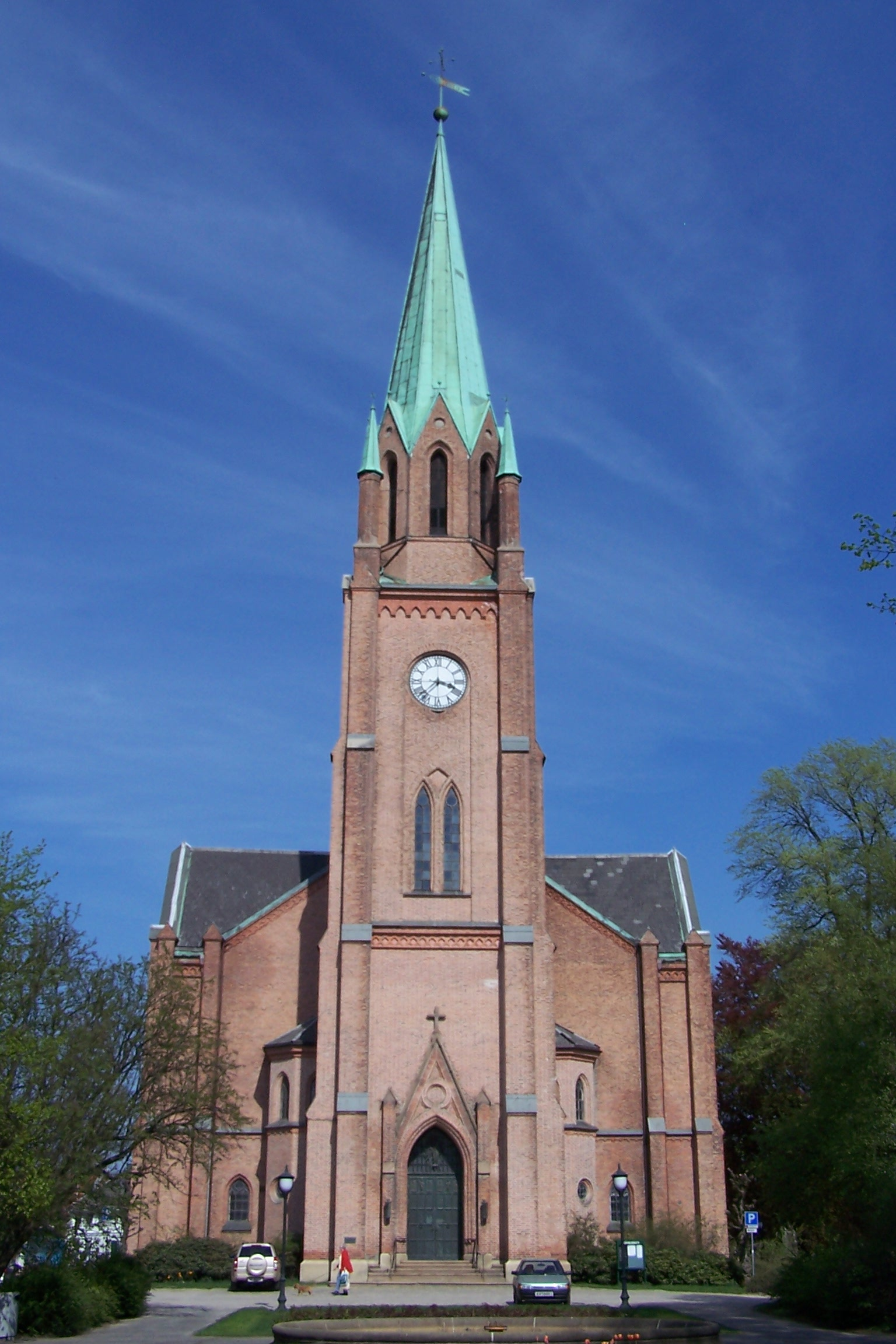
La cathédrale
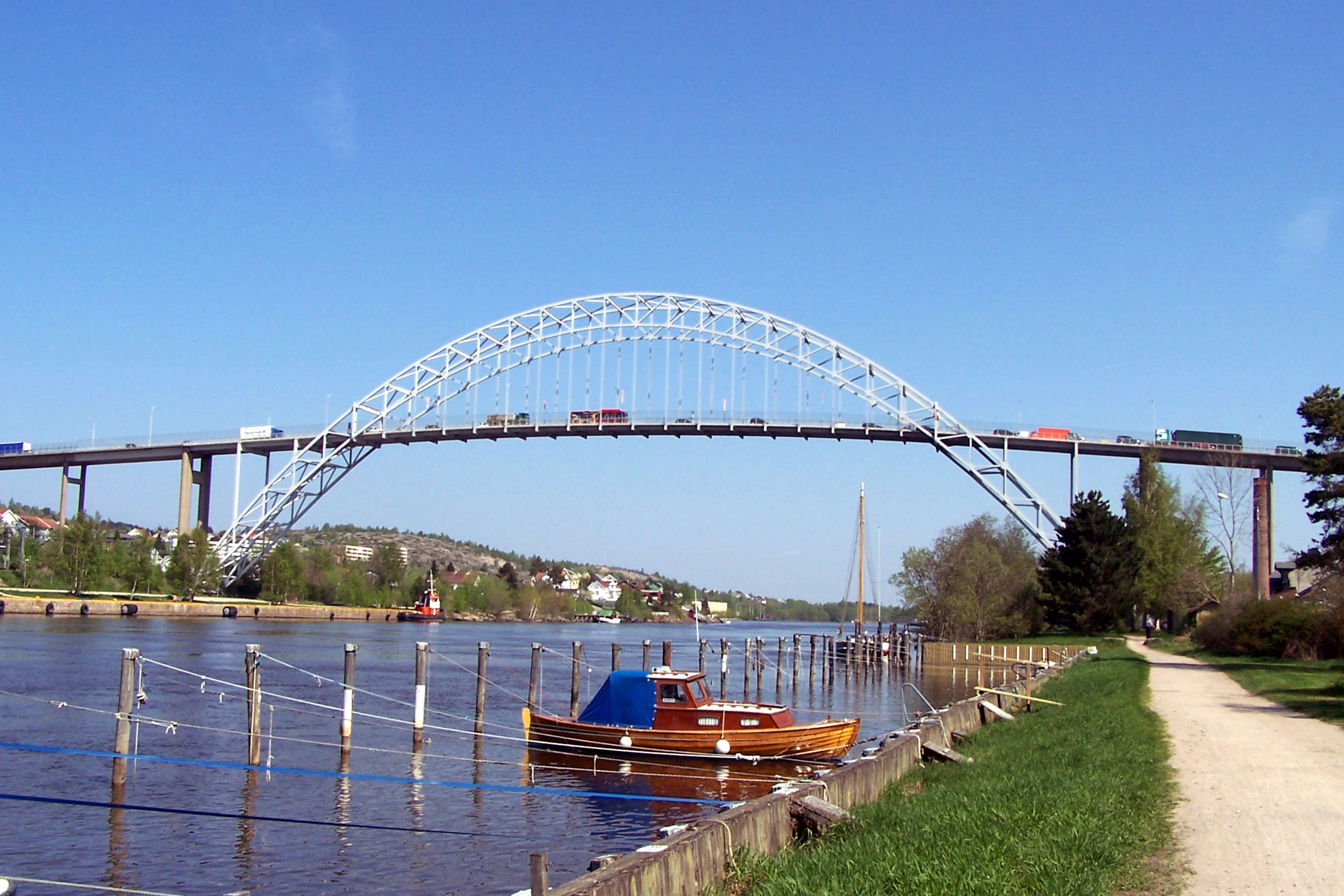
Le pont sur la Glomma